# Генеральный директорат внешней безопасности
Главное управление (генеральный директорат) внешней безопасности Министерства обороны Французской Республики (фр. Direction générale de la Sécurité extérieure, сокращённо DGSE) — объединённая служба внешнеполитической и военной разведки Французской Республики в подчинении французского Министерства обороны.

## Задачи
Указом президента Франции от 2 апреля 1982 года Служба зарубежной информации и безопасности МО Французской Республики (SDECE) была реорганизована в Главное управление внешней безопасности.
Задачи ГУВБ (DGSE) Министерства обороны расписаны в статьях D3126-1 и D3126-4 Закона о Министерстве обороны Французской Республики, где указано, в частности, что главные задачи внешнеполитической разведки Министерства обороны «заключаются в добывании оперативными средствами за рубежом секретной и конфиденциальной информации по вопросам, непосредственно относящимся к безопасности Французской Республики, а также в выявлении и предотвращении за пределами национальной территории шпионской и террористической деятельности, направленной против интересов Французской Республики. Данную оперативную деятельность ГУВБ МО Французской Республики ведет за рубежом в тесном сотрудничестве с другими государственными организациями и учреждениями Республики».
Задачи ГУВБ МО Франции в том числе включают в себя:
- Зарубежную агентурную и оперативно-техническую разведку

- техническая разведка включает в себя перехват и перлюстрацию секретных и совсекретных документов иностранных государств, слежение за системами связи и дешифровку перехваченных сообщений.

- Радиоэлектронную разведку за рубежом:

- систему РЭР «Frenchelon»;
- перехват и дешифровку электронных сообщений по запросу спецслужб, полиции и жандармерии, по которым ГУВБ МО взаимодействует с управлением государственных шифров («Pôle national de cryptanalyse et décryptement» (PNCD)) МО;
- спутниковую видовую разведку и РЭР (разведывательные спутники Helios и другие);
- электронную разведку и перехват данных в общественных компьютерных сетях;

- анализ политической и военной информации из открытых источников;
- обмен информацией с другими спецслужбами Франции, дружественных государств и государств НАТО;
- Спецоперации за рубежом[фр.].

Ведение контрразведывательной деятельности на территории Франции и обеспечение политической безопасности государства в основном вменено в обязанности Главному управлению внутренней безопасности (ГУВБ/DGSI) министерства внутренних дел Республики.

## Структура
В структуру ГУВБ входят административные и оперативные подразделения:
- Общее управление (La direction générale)
  - Коллегия (Cabinet)
  - Инспекция (Le service de l’inspection générale)
  - Служба безопасности (Le service de sécurité)
  - Служба внешних связей  (Le service des liaisons extérieures)[9].
  - Оперативный центр (Le centre de situation) (с 2000 г.) (координация спецопераций и анализ)[10].
- Административное управление (La direction de l’administration (DA))
  - Отделы (Services)
    - административный (de la gestion des emplois)
    - кадровый (de l’administration des ressources humaines)
    - учебный (de la formation)
    - финансовый (des finances et du budget)
    -  технический (du soutien aux opérations)
- Разведывательное управление  (La direction du renseignement (DR))
  - Управления (Services)
    - геополитической разведки и безопасности  (de renseignement géopolitique et de contre-espionnage)
    - борьбы с ОМП (de contre-prolifération)
    - борьбы с терроризмом (de contre-terrorisme)
    -  экономической безопасности (de sécurité économique)[9]
- Управление спецопераций (Le service action)
  - Управления (Services)
    - спецопераций (action)
    - нелегальной разведки (missions)
    - советников (assistance)
    -  разведки с территории (opérations)
- Стратегическое управление  (La direction de la stratégie (DS))
- Техническое управление  (La direction technique (DT))
  - Отделы (Divisions)
    - информационных систем (des systèmes d’information et du support)
    - разведывательных технологий (des technologies du renseignement)
    - оперативной техники (production et actions de renseignement technique)
    - РЭР
      -  сеть станций РЭР

## Административные управления
Административное управление несёт ответственность за общее руководство деятельностью ГУВБ МО, формирование бюджета, кадровые и финансовые вопросы, техническое обслуживание оборудования и инфраструктуры, а также правовые вопросы деятельности ГУВБ. С лета 2008 г. начальником управления является П. Пуэссель (префект МВД, ранее глава управления МВД Франции по деп. Луар и Шер).
Управление стратегического планирования отвечает за выработку разведпланов, распределение и контроль качества передаваемой руководству страны политической и военной информации и её оценку. Начальник управления назначается из кадров МИД с утверждением кандидатуры президентом Республики и присвоением ранга чрезвычайного и полномчного посланника 2-го класса (ministre plénipotentiaire de 2e classe).

#### Бюджет
Несмотря на то, что ГУВБ является функциональным подразделением Министерства обороны, бюджет внешнеполитической разведки утверждается в качестве отдельной статьи оборонных расходов путём специального голосования в парламенте Республики. Бюджет ГУВБ складывает из утверждённого бюджета МО Франции и спецпрограмм под эгидой правительства. ГУВБ МО получает до 80 % ассигнований по спецпрограммам правительства (до 40 млн. Евро в 2013 г.). Примерный размер бюджета ГУВБ МО в 1990-х гг. последовательно составлял 1 млрд фр. (1992 г.), 1,4 млрд фр. (1997 г.), 1,3 млрд фр. (1998 г.). После 2000 г. бюджет составлял 445,4 млн Евро + 36,2 млн Евро спецфонда (2007 г.), 440,2 млн (+ 37 млн) Евро, 480,4 млн (+ 42,6 млн) Евро (2009 г.), 527,4 млн (+ 47 млн) Евро (2010 г.), 559 млн (+ 54 млн) Евро (2011 г.), 578,5 млн (+ 54 млн) Евро (2012 г.). По оценкам бывшего директора ГУВБ К. Сильберзана, примерно 50 % фонда использовалось в целях политической, остальные — военной и экономической разведки.

#### Кадровые вопросы
Начальником ГУВБ МО может являться старший сотрудник МВД уровня префекта, МИД уровня зам. министра (в ранге посла) или Министерства обороны в ранге генерала армии. Как все правительственные органы Франции, ГУВБ МО производит набор сотрудников из числа госслужащих. Кандидаты проходят проверку для получения допуска и собеседования для изучения деловых и моральных качеств. На 2012 г. численность личного состава ГУВБ МО составляла до 3,5 тыс. госслужащих: 1,3 тыс. с научной степенью (штатная категория А), 855 бакалавров (категория B), 1,3 тыс. со средним образованием (категория С) — и 1,3 тыс. военнослужащих: 558 чел. офицерского, 750 чел. сержантского и 17 чел. рядового состава. На 2013 г. планка численности была поднята до 5 тыс. чел. основных подразделений за вычетом численности военнослужащих частей СпН (Service action), в 2015 г. — 5300 чел. В 2014—2019 гг. бюджет МО Франции предусматривает дальнейшее увеличение штатов ГУВБ на 284 оперативных и 185 технических сотрудников. Т.о., на 2019 г. численность оперативного и технического состава ГУВБ МО может достигнуть 6 тыс. чел. (за вычетом частей СпН).
Служащие категории А (выпускники Высшей школы управления) входят в высшее руководство ГУВБ (начальники и заместители руководителей оперативных и технических управлений ГУВБ), категории B — в руководство (secrétaires administratifs) и сотрудники (contrôleurs) оперативных подразделений, категории С составляют секретарский и технический состав оперативных подразделений и состав подразделений наружнего наблюдения (НН)

#### Инфраструктура
Штаб-квартира ГУВБ МО (оф. наименование Centre Administratif des Tourelles/CAT) расположена в г. Париж (XX округ (северо-восток), бульвар Мортье, 141), примерно в километре от кладбища Пер-Лашез. Главный корпус ГУВБ носит неофициальные наименования «Мортье» (Mortier) (по наименованию улицы), «Бассейна» (La Piscine) (по близости к олимпийскому бассейну «Жорж-Валери»), а также «Ящика» (La Boîte) из-за модернистского решения архитектуры корпуса. Управление спецопераций и части специального назначения расквартированы на территории в/ч Форт-де-Нуази (н. п. Роменвиль на северо-восток от Парижа). Часть обеспечения и охраны в/ч СпН внешней разведки составляет 44-й полк СВ. Перевод оперативных подразделений внешней разведки ГУВБ МО из городской черты Парижа в в/ч «Форт-де-Нуази» планировался с 1992 г. по программе «Форт-2000», с выделением фондов из бюджета министерства обороны (до 2 млрд франков на 1994 г.). Работы по расширению территории в/ч «Форт-де-Нуази» были начаты в 1995 г., но свернуты в 1996 г. в связи с сокращением выделенного МО Франции бюджета до 1 млрд франков и протестами жителей н. п. Роменвиль против шума служебных вертолётов. Вместо этого внешняя разведка получила разрешение на расширение инфраструктуры в районе бульвара Мортье.

## Оперативные управления

### Разведывательное управление
| Начальник УР ГУВБ | В должности       | В должности |
| ----------------- | ----------------- | ----------- |
| Мишель Лакарьер   | с 1989            |             |
| Андре ле Мэр      | с 1999            |             |
| Жан-Пьер Пошон    | с 2000            |             |
| Ален Жуйе         | с 2002            |             |
| Андре ле Мэр      | с 2003            |             |
| Патрик Кальвар    | с 2009            |             |
| Франсуа Сенемо    | с 6 сентября 2012 |             |
| Марк Пимон        | с 2016            |             |

РУ ГУВБ является основным подразделением политической разведки с агентурной сетью во Франции и за её пределами. Оперсотрудники (officiers traitants/OT) направляются на работу за рубеж под дипломатическим, торговым или журналистским или иным прикрытием, используя оперативные псевдонимы и документы. Резидентуры за рубежом находятся на территории посольств и дипломатических миссий Республики. В соответствии с Белой книгой по обороне в период 2009—2014 гг. предусматривается возможность увеличения числа агентуры до 690 чел.. Подразделения разведывательного управления выдают рекомендации резидентурам за рубежом по открытым оперативным делам и разработкам. РУ ГУВБ является самым многочисленным оперативным подразделением, где работает до 2 тыс. сотрудников.
До формирования РУ оперативными подразделениями ГУВБ являлись управления разведки и внешней контрразведки.
- Управление разведки (DR)) (до 2012 г.)
  - Управления (Services)
    - разведки (de recherche)
    - внешней контрразведки (de contre-espionnage)
    -  внешних связей (des liasons exterieures)

В составе общего разведывательного управления управление разведки стало управлением политической разведки (фр. service de renseignement politique, УПР/PRS), внешней контрразведки — управлением безопасности (фр. service de renseignement de sécurité, SR).
До 2012 г. управление политической разведки имело линейные (С. Африка (Магриб), субэкваториальная Африка, Ближний Восток, Балканы и Восточная Европа и т. д.) и специализированные отделы (военная, экономическая разведка и т. д.), подразделявшиеся на оперативные (вербовка агентуры и работа с нею) и информационные (обработка и анализ полученной агентурными средствами информации) сектора. До формирования в 1989 г. управления СпН имелся отдел специальных операций. Управление безопасности отвечало за отслеживание деятельности спецслужб противника и проверку источников в целях выявления подстав и активных мероприятий спецслужб противника. Работа французских спецслужб по внедрению в повстанческие и террористические организации привела к расширению деятельности УБ на этом направлении. Управление внешних связей с 2012 г. преобразовано в управление, позднее в Службу внешних связей, ответственную за поддержание отношений со спецслужбами союзных государств.

### Управление спецопераций
- Управление спецопераций  ((service Action/SA)))
  -  Управления (Services)
    - спецопераций ((SA)
    - нелегальной разведки (Mission)
    - советников (Assistance)
    -  разведки с территории (Opérations)

| Имя                         | В должности | В должности |
| --------------------------- | ----------- | ----------- |
| Генерал Жан Хайнрих         | 1989        |             |
| Генерал П.-Ж. Костдуа       | с 1992      |             |
| Генерал Доминик Шамптьё     | с 1995      |             |
| Генерал Ксавье Бу де Марняк | с 1999      |             |
| Генерал Дидье Болелли       | с 2004      |             |
| Генерал К. Растуй           | с 2008      |             |
| Генерал Э. Буке             | с 2012      |             |

Управление спецназначения занимается спецоперациями (диверсии, саботаж, политические ликвидации и т. д.) и агентурной разведкой с нелегальных позиций на территориях, где отсутствуют дипломатические учреждения и легальные резидентуры ГУВБ. Отдел советников занимается подготовкой сил СпН дружественных развивающихся стран (франкоговорящей Африки). В задачи отдела разведки с территории входит сбор разведданных на территории Франции специальными методами (негласные обыски, перлюстрация диппочты и вализ, проникновение в посольства).

### Техническое управление[39]и система радиоэлектронной разведки
- Техническое управление  (La direction technique (DT))
  - Отделы (Divisions)
    - информационных систем (des systèmes d’information et du support)
    - разведывательных технологий (des technologies du renseignement)
    - оперативной техники (de production et actions de renseignement technique)
    - РЭР
      -  сеть станций РЭР

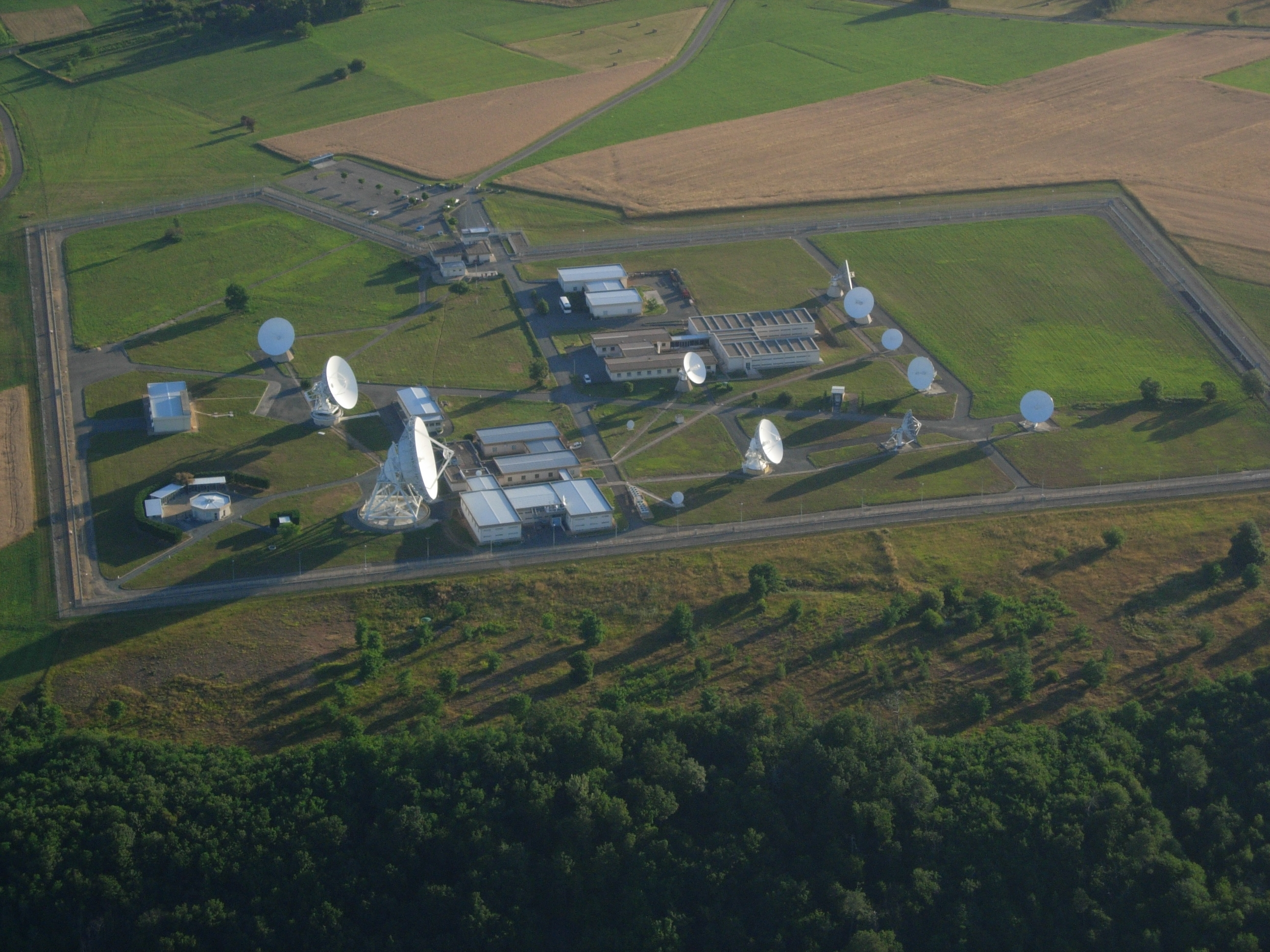
Станция РЭР ГУВБ МО в н. п. Домм (рег. Аквитания)

На 2000 г. управление включало отделы технических разработок (шифровальный), информационных технологий и связи (CIS) и оперативной техники (спецтехника, обработка изображений). Сеть станций радиоэлектронной разведки (РЭР) в Куру (Французская Гвиана) эксплуатируется совместно с РУ ГШ Французской Республики (DRM) и БНД ФРГ.

## Руководство
| Начальник            | Фото | Ранг/чин ВС                      | Годы пребывания в должности |
| -------------------- | ---- | -------------------------------- | --------------------------- |
| Пьер Марион          |      | специалист гражданской авиации   | 1981—1982                   |
| Пьер Лакост          |      | адмирал                          | 1982—1985                   |
| Рене Имбо            |      | генерал армии                    | 1985—1987                   |
| Франсуа Мерме        |      | генерал ВВС                      | 1987—1989                   |
| Клод Зильберцан      |      | префект МВД                      | 1989—1993                   |
| Жак Деватр           |      | префект МВД                      | 1993—2000                   |
| Жан-Поль Куссеран    |      | чрезвычайный и полномочный посол | 2000—2002                   |
| Пьер Брошан          |      | чрезвычайный и полномочный посол | 2002—2008                   |
| Эрар Корбен де Мангу |      | префект МВД                      | 2008—2013                   |
| Бернар Бажоле        |      | чрезвычайный и полномочный посол | 2013—2017                   |
| Жан-Пьер Палассе     |      | генерал армии                    | 2017                        |
| Бернар Эмие          |      | чрезвычайный и полномочный посол | 2017—н. в.                  |